# Das Karpatenschloss

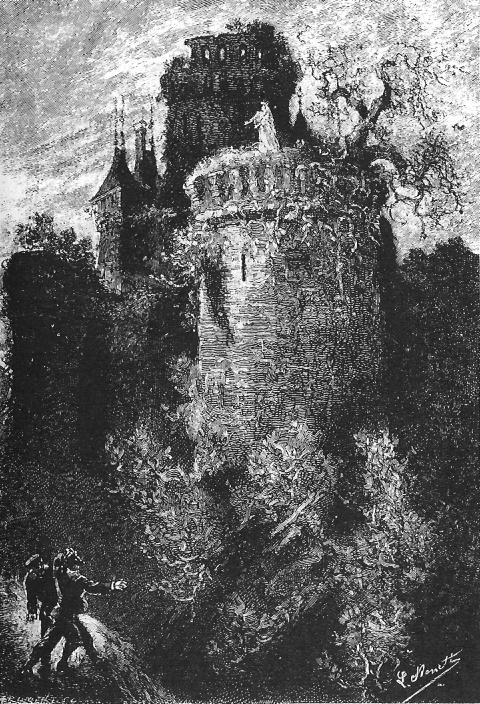
La Stilla auf der Bastion des Karpatenschlosses, Illustration des Zeichners Léon Benett

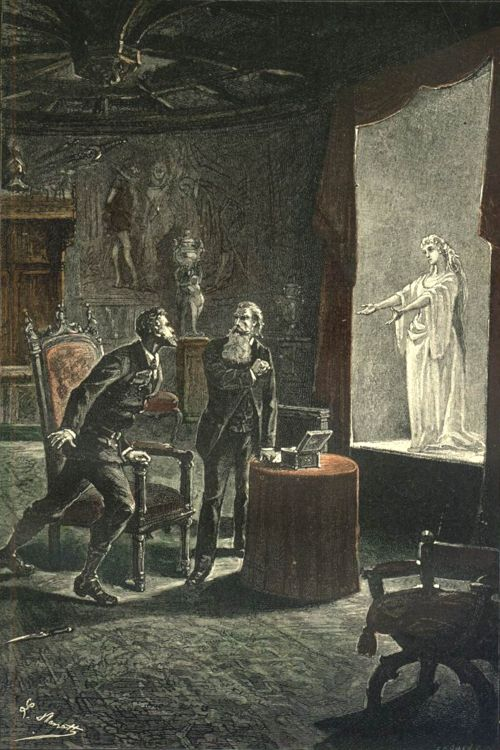
Der Graf von Telek trifft auf den Baron von Gortz

Das Karpatenschloss (auch Das Karpathenschloß oder Das Karpatenschloß) ist ein Roman des französischen Autors Jules Verne, der erstmals 1892 von dem Verlag Pierre-Jules Hetzel unter dem französischen Titel Le Château des Carpathes veröffentlicht wurde. Die deutschsprachige Ausgabe erschien 1893 unter dem Titel Das Karpatenschloß. Der englische Titel des Romans lautet Carpathian Castle.

## Handlung
Im Gebirge am Retezat, in den Karpaten Transsylvaniens, beobachtet der Schäfer Frik das verlassene Schloss des Barons von Gortz. Er trifft auf einen fahrenden Händler, der ihm ein Fernrohr verkauft. Damit sichtet er über dem Turm des Schlosses eine Rauchsäule. Er berichtet den Bewohnern des Ortes Werst, wie dem Ortsrichter Biró Koltz, seiner Tochter Miriota, dem Förster Nick Deck und dem Arzt Patak, davon. Sie diskutieren im Gasthaus König Mathias in Werst über die Vorgänge auf dem Schloss und Nick Deck beschließt, gemeinsam mit dem Doktor Patak nach dem Rechten zu sehen. Daraufhin erklingt eine geheimnisvolle Stimme in dem Gasthaus, deren Ursprung unbekannt ist und die Nick Deck Unheil vorhersagt, wenn er das Schloss besichtigt. Er und Patak brechen dennoch am nächsten Tag auf. Wegen des langen Aufstieges müssen sie nahe dem Schloss im Freien übernachten und werden von merkwürdigen Lichterscheinungen heimgesucht. Nick Deck lässt sich nicht beeindrucken und versucht am nächsten Morgen über die Ketten der geschlossenen Zugbrücke in das Schloss einzudringen. Dabei bekommt er einen Schlag und stürzt ab. Die Bewohner des Ortes, allen voran Miriota, die Nick heiraten will, machen sich Sorgen um die beiden, die sie bereits am vorigen Abend zurückerwartet haben. Deshalb ziehen drei Dorfbewohner in Richtung Burg los und bringen bald darauf Patak und Nick Deck, der auf einer Trage getragen wird, zurück ins Dorf. Kurze Zeit später erscheinen zwei Touristen, bei denen es sich um Graf Franz von Telek und seinen Soldaten Rotzko handelt. Graf von Telek lässt sich von den Geschehnissen um die Burg berichten und ist schockiert, als er erfährt, dass das Schloss dem Baron von Gortz gehört. Diesem war er zuletzt fünf Jahre zuvor in der Aufführung einer Oper in Neapel begegnet. Beide besuchten voller Begeisterung die Auftritte der Operndiva La Stilla und verehrten die Frau. Der Graf von Telek hielt um ihre Hand an, was La Stilla aus Angst vor Baron von Gortz schließlich annahm. Bei ihrem Abschiedskonzert starb La Stilla auf der Bühne. Der von Gortz drohte daraufhin von Telek, den er für den Tod von La Stilla verantwortlich machte, und verschwand, Graf von Telek kehrte auf sein Schloss zurück.
Nachdem er den Bewohnern von Werst versprochen hat, in der nächsten größeren Stadt die Polizei zu alarmieren, verlassen von Telek und Rotzko das Dorf. Da von Telek kurz zuvor im Gasthaus die Stimme La Stillas gehört hat, wählt er einen Weg, der am Schloss vorbeiführt. Als sie es erreichen, sehen sie La Stilla auf der Bastion. Von Telek ist sich nun sicher, dass Baron von Gortz auf das Schloss zurückgekehrt ist und La Stilla gefangen hält. Er kennt nur noch einen Gedanken: sie zu retten. Deshalb steigt er zum Schloss hinauf, Rotzko schickt er fort, um notfalls Hilfe zu holen. Am Burgtor angekommen findet er es offen vor, jedoch schließt es sich hinter ihm und er ist im Karpatenschloss gefangen. Er irrt durch ein Labyrinth von Gängen und gelangt schließlich in einen Raum, in dem Essen und ein Bett für ihn bereitstehen. Hier wird er eingesperrt, kann aber später aus seinem Verlies entkommen. Er belauscht in der Kapelle des Schlosses den Baron von Gortz und dessen Begleiter, den Erfinder Orfanik. Die beiden planen zu fliehen und das Schloss zu sprengen, um der von Rotzko informierten Polizei zu entgehen.
Der Baron und Orfanik leben bereits seit mehreren Jahren unentdeckt auf dem Schloss. Orfanik hat eine Telefonleitung zwischen dem Schloss und dem Gasthof von Werst gelegt, über die sie abhören konnten, was dort besprochen wurde, und auch die geheimnisvollen Stimmen im Gasthof sind darauf zurückzuführen. Außerdem sorgte Orfanik mithilfe verschiedener physikalischer und chemischer Effekte für die „Geistererscheinungen“ auf dem Schloss und hielt so die abergläubischen Dorfbewohner fern. Jetzt planen sie, das Schloss zu verlassen und in die Luft zu sprengen. Nachdem Graf von Telek dieses Gespräch belauscht hat, streift er durch das Schloss und trifft den Baron von Gortz dabei an, wie dieser der Stimme von La Stilla aus einer Tonaufzeichnung lauscht und eine Projektion ihres Bildes betrachtet. Entgegen Teleks Glauben ist La Stilla tatsächlich seit jenem Abend im Theater tot. Der Baron flieht, trifft jedoch auf Rotzko, der auf ihn schießt und dabei den Projektor mit der Aufzeichnung des Auftrittes von La Stilla trifft. Daraufhin verliert der Baron den Verstand und löst die Explosion aus, die das Schloss zerstört. Der Baron kommt dabei ums Leben, Graf von Telek überlebt in einem Hohlraum, wo er von Rotzko und Nick Deck gefunden wird. Kurz darauf wird der geflohene Orfanik von der Polizei verhaftet und verhört. Graf von Telek liegt im Koma und wird von Rotzko auf sein eigenes Schloss gebracht. Rotzko erhält von Orfanik die verbliebenen phonographischen Aufzeichnungen der Auftritte von La Stilla und spielt diese dem Grafen vor, der dadurch nach längerer Zeit geheilt wird. Nick Deck und Miriota heiraten wie geplant. Trotz des natürlichen Ursprungs der Geistererscheinungen auf dem Karpatenschloss sind die meisten Dorfbewohner weiterhin davon überzeugt, dass es dort spukt.

## Verfilmung
Der Roman wurde in der ČSSR 1981 unter dem Filmtitel Das Geheimnis der Burg in den Karpaten (tschechisch: Tajemství hradu v Karpatech) verfilmt. Regie führte der tschechische Regisseur Oldřich Lipský. Im Film wurden einige Personen des Romans umbenannt. Der von dem Schauspieler Michal Dočolomanský dargestellte Graf von Telek heißt im Film Graf Felix Teleke von Tölökö, Evelyna Steimarová spielt die Opernsängerin Salsa Verde (La Stilla), Vlastimil Brodský spielt Ignaz, den Diener Telekes (Rotzko), Miloš Kopecký spielt Baron Gorc (Baron von Gortz), Rudolf Hrušínský den Erfinder der dem Baron dient (Orfanik), August Kubán den Diener und Agenten des Barons und Jan Hartl den Förster Vilja Dézi.